# Campionatul Mondial de Fotbal 2010 — Grupa F
Articolul principal:Campionatul Mondial de Fotbal 2010
Meciurile din Grupa F a Campionatului Mondial de Fotbal 2010 se vor desfășura între 14 iunie- 24 iunie 2010. Grupa F este formată din echipele Italiei (campionii en-titre), Paraguayului, Noii Zeelande și Slovaciei. Italia și Paraguayul s-au mai întâlnit la Campionatul Mondial de Fotbal din 1950; meciul s-a terminat 1-0, dar niciuna dintre echipe nu s-a calificat mai departe.
Câștigătorii acestei grupe vor merge mai departe și vor juca cu locul 2 din Grupa E.
| Echipa        | M | V | E | Î | GM | GP | G  | Pct |
| ------------- | - | - | - | - | -- | -- | -- | --- |
| Paraguay      | 3 | 1 | 2 | 0 | 3  | 1  | +2 | 5   |
| Slovacia      | 3 | 1 | 1 | 1 | 4  | 5  | −1 | 4   |
| Noua Zeelandă | 3 | 0 | 3 | 0 | 2  | 2  | 0  | 3   |
| Italia        | 3 | 0 | 2 | 1 | 4  | 5  | −1 | 2   |

Toate orele sunt UTC+2

## Italia v Paraguay
| Italia       | 1 - 1   | Paraguay    |
| ------------ | ------- | ----------- |
| de Rossi 63' | Cronica | Alcaraz 39' |

| Italia | Paraguay |

| ITALIA:        |    |                     |     |     |
|                |    |                     |     |     |
| P              | 1  | Gianluigi Buffon    |     | 46' |
| F              | 19 | Gianluca Zambrotta  |     |     |
| F              | 5  | Fabio Cannavaro (c) |     |     |
| F              | 4  | Giorgio Chiellini   |     |     |
| F              | 3  | Domenico Criscito   |     |     |
| M              | 6  | Daniele de Rossi    |     |     |
| M              | 15 | Claudio Marchisio   |     | 59' |
| M              | 22 | Riccardo Montolivo  |     |     |
| M              | 7  | Simone Pepe         |     |     |
| M              | 9  | Vincenzo Iaquinta   |     |     |
| A              | 11 | Alberto Gilardino   |     | 76' |
| Schimbări:     |    |                     |     |     |
| P              | 12 | Federico Marchetti  |     | 46' |
| M              | 16 | Mauro Camoranesi    | 70' | 59' |
| A              | 10 | Antonio Di Natale   |     | 72' |
| Antrenor:      |    |                     |     |     |
| Marcello Lippi |    |                     |     |     |

| PARAGUAY:       |    |                  |     |     |
|                 |    |                  |     |     |
| P               | 1  | Justo Villar (c) |     |     |
| F               | 6  | Carlos Bonet     |     |     |
| F               | 14 | Paulo da Silva   |     |     |
| F               | 21 | Antolín Alcaraz  |     |     |
| F               | 3  | Claudio Morel    |     |     |
| M               | 13 | Enrique Vera     |     |     |
| M               | 15 | Víctor Cáceres   | 62' |     |
| M               | 16 | Cristian Riveros |     |     |
| M               | 17 | Aureliano Torres |     | 60' |
| A               | 18 | Nelson Valdez    |     | 68' |
| A               | 19 | Lucas Barrios    |     | 76' |
| Schimbări:      |    |                  |     |     |
| M               | 11 | Jonathan Santana |     | 60' |
| A               | 9  | Roque Santa Cruz |     | 68' |
| A               | 7  | Oscar Cardozo    |     | 76' |
| Antrenor:       |    |                  |     |     |
| Gerardo Martino |    |                  |     |     |

| Omul meciului: Antolín Alcaraz Arbitrii asistenți: Héctor Vergara (Canada) Marvin Torrentera (Mexic) Arbitru de rezervă: Joel Aguilar (El Salvador) |

## Noua Zeelandă v Slovacia
| Noua Zeelandă | 1 - 1   | Slovacia   |
| ------------- | ------- | ---------- |
| Reid 90+3'    | Cronică | Vittek 50' |

| Noua Zeelandă | Slovacia |

| NOUA ZEELANDĂ: |    |                 |       |     |
|                |    |                 |       |     |
| P              | 1  | Mark Paston     |       |     |
| F              | 4  | Winston Reid    | 90+3' |     |
| F              | 6  | Ryan Nelsen (c) |       |     |
| F              | 5  | Ivan Vicelich   |       | 78' |
| F              | 19 | Tommy Smith     |       |     |
| M              | 11 | Leo Bertos      |       |     |
| M              | 7  | Simon Elliott   |       |     |
| M              | 3  | Tony Lochhead   | 42'   |     |
| M              | 14 | Rory Fallon     |       |     |
| M              | 10 | Chris Killen    |       | 72' |
| A              | 9  | Shane Smeltz    |       |     |
| Schimbări:     |    |                 |       |     |
| A              | 20 | Chris Wood      |       | 72' |
| M              | 21 | Jeremy Christie |       | 78' |
| Manager:       |    |                 |       |     |
| Ricki Herbert  |    |                 |       |     |

| SLOVACIA:      |    |                   |     |       |
|                |    |                   |     |       |
| P              | 1  | Ján Mucha         |     |       |
| F              | 5  | Radoslav Zabavník |     |       |
| F              | 16 | Ján Ďurica        |     |       |
| F              | 3  | Martin Škrtel     |     |       |
| F              | 4  | Marek Čech        |     |       |
| M              | 6  | Zdeno Štrba       | 55' |       |
| M              | 7  | Vladimír Weiss    |     | 90+1' |
| M              | 9  | Stanislav Šesták  |     | 81'   |
| M              | 17 | Marek Hamšík (c)  |     |       |
| A              | 11 | Róbert Vittek     |     | 84'   |
| A              | 18 | Erik Jendrišek    |     |       |
| Schimbări:     |    |                   |     |       |
| A              | 13 | Filip Hološko     |     | 81'   |
| M              | 15 | Miroslav Stoch    |     | 84'   |
| M              | 19 | Juraj Kucka       |     | 90+1' |
| Antrenor:      |    |                   |     |       |
| Vladimír Weiss |    |                   |     |       |

Omul meciului:

 Róbert Vittek
Arbitrii asistenți:

Celestin Ntagungira (Rwanda)

Enock Molefe (Africa de Sud)

Arbitrul de rezervă:

Ravshan Irmatov (Uzbekistan)

## Slovacia v Paraguay
| Slovacia | 0 - 2   | Paraguay             |
| -------- | ------- | -------------------- |
|          | Cronica | Vera 27' Riveros 86' |

| Slovacia | Paraguay |

| Slovacia:      |    |                  |     |     |
|                |    |                  |     |     |
| P              | 1  | Ján Mucha        |     |     |
| F              | 2  | Peter Pekarík    |     |     |
| F              | 3  | Martin Škrtel    |     |     |
| F              | 21 | Kornel Saláta    |     | 83' |
| F              | 16 | Ján Ďurica       | 42' |     |
| M              | 6  | Zdeno Štrba      |     |     |
| M              | 17 | Marek Hamšík (c) |     |     |
| M              | 9  | Stanislav Šesták | 47' | 70' |
| M              | 7  | Vladimír Weiss   | 84' |     |
| A              | 8  | Ján Kozák        |     |     |
| A              | 11 | Róbert Vittek    |     |     |
| Schimbări:     |    |                  |     |     |
| A              | 13 | Filip Hološko    |     | 70' |
| M              | 15 | Miroslav Stoch   |     | 83' |
| Antrenor:      |    |                  |     |     |
| Vladimír Weiss |    |                  |     |     |

| Paraguay:       |    |                  |     |     |
|                 |    |                  |     |     |
| P               | 1  | Justo Villar (c) |     |     |
| F               | 6  | Carlos Bonet     |     |     |
| F               | 14 | Paulo da Silva   |     |     |
| F               | 21 | Antolín Alcaraz  |     |     |
| F               | 3  | Claudio Morel    |     |     |
| M               | 15 | Víctor Cáceres   |     |     |
| M               | 13 | Enrique Vera     | 45' | 88' |
| M               | 16 | Cristian Riveros |     |     |
| M               | 18 | Nelson Valdez    |     | 68' |
| A               | 9  | Roque Santa Cruz |     |     |
| A               | 19 | Lucas Barrios    |     | 82' |
| Schimbări:      |    |                  |     |     |
| F               | 17 | Aureliano Torres |     | 68' |
| A               | 7  | Óscar Cardozo    |     | 82' |
| M               | 8  | Édgar Barreto    |     | 88' |
| Antrenor:       |    |                  |     |     |
| Gerardo Martino |    |                  |     |     |

| Omul meciului: Enrique Vera Arbitrii asistenți: Evarist Menkouande (Camerun) Bechir Hassani (Tunisia) Arbitru de rezervă: Joel Aguilar (El Salvador) |

## Italia v Noua Zeelandă
| Italia              | 1 - 1   | Noua Zeelandă |
| ------------------- | ------- | ------------- |
| Iaquinta 29' (pen.) | Cronica | Smeltz 7'     |

| Italia | Noua Zeelandă |

| Italia:        |    |                     |  |     |
|                |    |                     |  |     |
| P              | 12 | Federico Marchetti  |  |     |
| F              | 19 | Gianluca Zambrotta  |  |     |
| F              | 5  | Fabio Cannavaro (c) |  |     |
| F              | 4  | Giorgio Chiellini   |  |     |
| F              | 3  | Domenico Criscito   |  |     |
| M              | 6  | Daniele De Rossi    |  |     |
| M              | 22 | Riccardo Montolivo  |  |     |
| M              | 15 | Claudio Marchisio   |  | 61' |
| M              | 7  | Simone Pepe         |  | 46' |
| M              | 9  | Vincenzo Iaquinta   |  |     |
| A              | 11 | Alberto Gilardino   |  | 46' |
| Schimbări:     |    |                     |  |     |
| M              | 16 | Mauro Camoranesi    |  | 46' |
| A              | 10 | Antonio Di Natale   |  | 46' |
| A              | 20 | Giampaolo Pazzini   |  | 61' |
| Antrenor:      |    |                     |  |     |
| Marcello Lippi |    |                     |  |     |

| Noua Zeelandă: |    |                 |     |       |
|                |    |                 |     |       |
| P              | 1  | Mark Paston     |     |       |
| F              | 4  | Winston Reid    |     |       |
| F              | 6  | Ryan Nelsen (c) | 87' |       |
| F              | 5  | Ivan Vicelich   |     | 81'   |
| F              | 19 | Tommy Smith     | 28' |       |
| M              | 11 | Leo Bertos      |     |       |
| M              | 7  | Simon Elliott   |     |       |
| M              | 3  | Tony Lochhead   |     |       |
| M              | 14 | Rory Fallon     | 14' | 63'   |
| M              | 10 | Chris Killen    |     | 90+3' |
| A              | 9  | Shane Smeltz    |     |       |
| Schimbări:     |    |                 |     |       |
| A              | 20 | Chris Wood      |     | 63'   |
| M              | 21 | Jeremy Christie |     | 81'   |
| M              | 13 | Andrew Barron   |     | 90+3' |
| Antrenor:      |    |                 |     |       |
| Ricki Herbert  |    |                 |     |       |

| Omul meciului: Daniele De Rossi Arbitrii asistenți: Leonel Leal (Costa Rica) Carlos Pastrana (Honduras) Arbitrul de rezervă: Koman Coulibaly (Mali) |

## Slovacia v Italia
| Slovacia                   | 3 - 2   | Italia                           |
| -------------------------- | ------- | -------------------------------- |
| Vittek 25' 73' Kopúnek 89' | Cronica | Di Natale 81' Quagliarella 90+2' |

| Slovacia | Italia |

| Slovacia:      |    |                   |     |           |     |
|                |    | P                 | 1   | Ján Mucha | 82' |
| F              | 2  | Peter Pekarík     | 50' |           |     |
| F              | 3  | Martin Škrtel     |     |           |     |
| F              | 16 | Ján Ďurica        |     |           |     |
| F              | 5  | Radoslav Zabavník |     |           |     |
| M              | 6  | Zdeno Štrba       | 16' | 87'       |     |
| M              | 19 | Juraj Kucka       |     |           |     |
| M              | 17 | Marek Hamšík (c)  |     |           |     |
| M              | 15 | Miroslav Stoch    |     |           |     |
| A              | 11 | Róbert Vittek     | 40' | 90+2'     |     |
| A              | 18 | Erik Jendrišek    |     | 90+4'     |     |
| Schimbări:     |    |                   |     |           |     |
| M              | 20 | Kamil Kopúnek     |     | 87'       |     |
| M              | 9  | Stanislav Šesták  |     | 90+2'     |     |
| F              | 22 | Martin Petráš     |     | 90+4'     |     |
| Antrenor:      |    |                   |     |           |     |
| Vladimír Weiss |    |                   |     |           |     |

| Italia:        |    |                     |     |     |
|                |    |                     |     |     |
| P              | 12 | Federico Marchetti  |     |     |
| F              | 19 | Gianluca Zambrotta  |     |     |
| F              | 5  | Fabio Cannavaro (c) | 31' |     |
| F              | 4  | Giorgio Chiellini   | 67' |     |
| F              | 3  | Domenico Criscito   |     | 46' |
| M              | 6  | Daniele De Rossi    |     |     |
| M              | 8  | Gennaro Gattuso     |     | 46' |
| M              | 22 | Riccardo Montolivo  |     | 56' |
| M              | 7  | Simone Pepe         | 76' |     |
| M              | 10 | Antonio Di Natale   |     |     |
| A              | 9  | Vincenzo Iaquinta   |     |     |
| Schimbări:     |    |                     |     |     |
| F              | 2  | Christian Maggio    |     | 46' |
| A              | 18 | Fabio Quagliarella  | 83' | 46' |
| M              | 21 | Andrea Pirlo        |     | 56' |
| Antrenor:      |    |                     |     |     |
| Marcello Lippi |    |                     |     |     |

| Omul meciului: Róbert Vittek Arbitrii asistenți: Darren Cann (England) Michael Mullarkey (England) Arbitrul de rezervă: Stéphane Lannoy (France) Al cincilea oficial: Eric Dansault (France) |

## Paraguay v Noua Zeelandă
| Paraguay | 0 - 0   | Noua Zeelandă |
| -------- | ------- | ------------- |
|          | Cronica |               |

| Paraguay | Noua Zeelandă |

| Paraguay:       |    |                  |     |     |
|                 |    |                  |     |     |
| GK              | 1  | Justo Villar     |     |     |
| RB              | 4  | Denis Caniza (c) |     |     |
| CB              | 5  | Julio Cáceres    |     |     |
| CB              | 14 | Paulo da Silva   |     |     |
| LB              | 3  | Claudio Morel    |     |     |
| DM              | 15 | Víctor Cáceres   | 10' |     |
| CM              | 16 | Cristian Riveros |     |     |
| CM              | 13 | Enrique Vera     |     |     |
| SS              | 9  | Roque Santa Cruz | 41' |     |
| SS              | 18 | Nelson Valdez    |     | 67' |
| CF              | 7  | Óscar Cardozo    |     | 66' |
| Schimbări:      |    |                  |     |     |
| A               | 19 | Lucas Barrios    |     | 66' |
| A               | 10 | Édgar Benítez    |     | 67' |
| Antrenor:       |    |                  |     |     |
| Gerardo Martino |    |                  |     |     |

| Noua Zeelandă: |    |                 |     |     |
|                |    |                 |     |     |
| P              | 1  | Mark Paston     |     |     |
| F              | 4  | Winston Reid    |     |     |
| F              | 6  | Ryan Nelsen (c) | 56' |     |
| F              | 19 | Tommy Smith     |     |     |
| M              | 7  | Simon Elliott   |     |     |
| M              | 5  | Ivan Vicelich   |     |     |
| M              | 11 | Leo Bertos      |     |     |
| M              | 3  | Tony Lochhead   |     |     |
| A              | 10 | Chris Killen    |     | 79' |
| A              | 9  | Shane Smeltz    |     |     |
| A              | 14 | Rory Fallon     |     | 69' |
| Schimbări:     |    |                 |     |     |
| FW             | 20 | Chris Wood      |     | 69' |
| MF             | 22 | Jeremy Brockie  |     | 79' |
| Antrenor:      |    |                 |     |     |
| Ricki Herbert  |    |                 |     |     |

| Omul meciului: Roque Santa Cruz Arbitrii asistenți: Toru Sagara (Japan) Jeong Hae-Sang (Korea Republic) Arbitrul de rezervă: Koman Coulibaly (Mali) Al cincilea oficial: Inacio Manuel Candido (Angola) |